# Domenico Michelessi

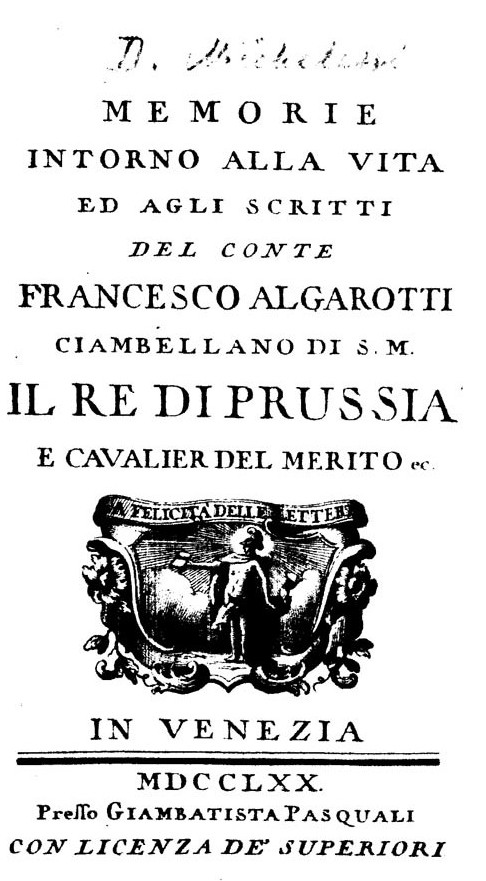
Memorie intorno alla vita e agli scritti del conte Francesco Algarotti, 1770

Domenico Michelessi, född 1735 i Ascoli Piceno i Kyrkostaten, död 1 april 1773 i Stockholm, var en italiensk författare och abbé.
Michelessi kom till Sverige 1771. På ganska kort tid lärde han sig svenska, varpå flera av hans skrifter bevisar. Förutom åtskilliga italienska poem, vid Adolf Fredriks begravning och andra tillfällen, utgav han bland annat ett inträdestal i Vetenskapsakademien med svenska tolkningar från Musaios Grammaticus (på prosa) och Ovidius (1772), en latinsk översättning av några Gustav III:s tal (samma år) samt Lettre à m:gr Visconti sur la revolution arrivée en Suède le 19 août 1772 (1773), författat i synnerligen konungsk anda och varav samma år en svensk översättning utkom.